# Oproepkaart
Een oproepkaart of een uitnodigingsbrief is een kaart waarmee kiezers worden opgeroepen om aan een stemming deel te nemen. In Vlaanderen wordt dit ook een kiesbrief genoemd.

## België

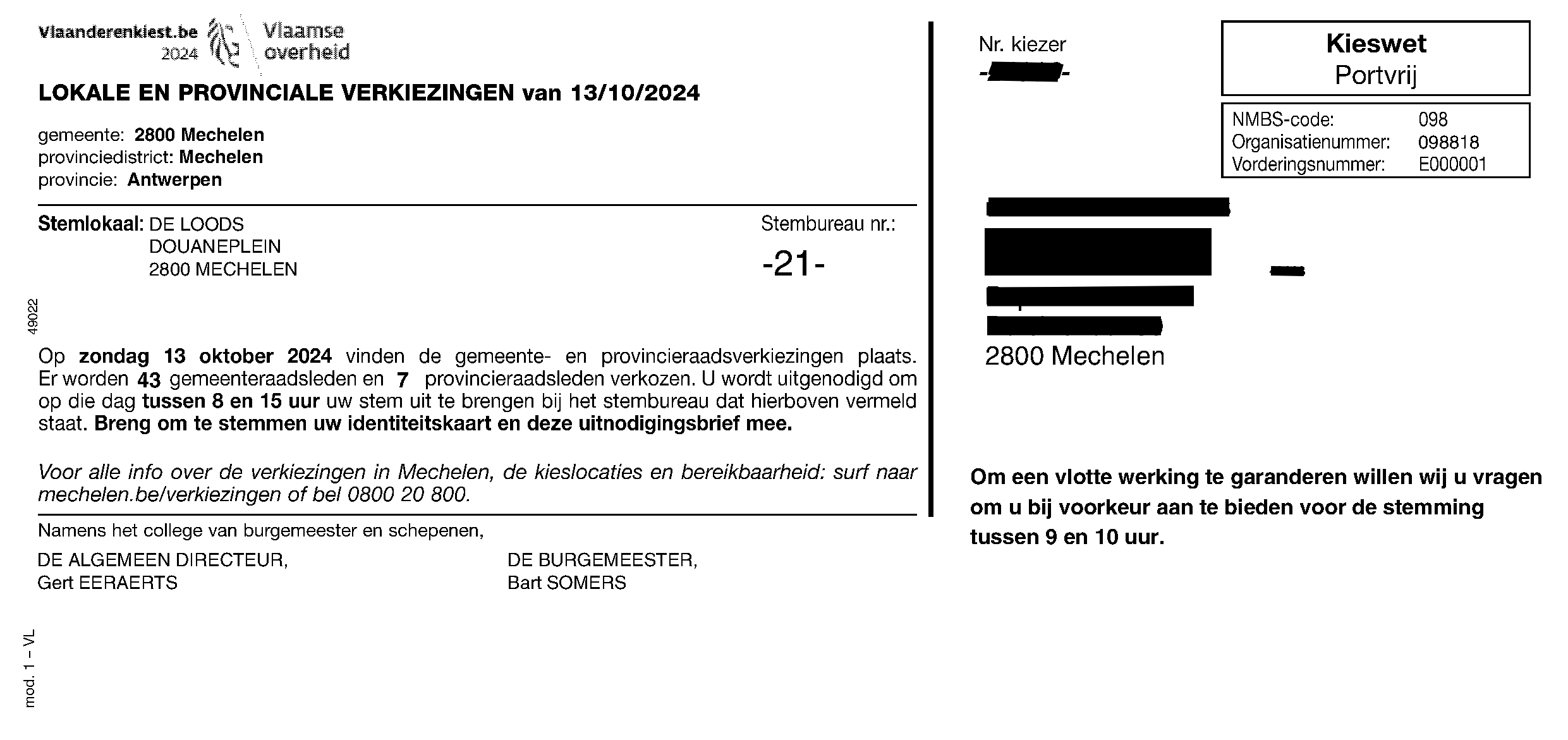
Uitnodigingsbrief voor de lokale verkiezingen van 13 oktober 2024 in de stad Mechelen

In België wordt er op basis van de informatie in het rijksregister een lijst opgesteld van alle kiesgerechtigden. Wanneer verkiezingen in aantocht ontvangen deze personen per post een kiesbrief die ze verwacht worden om mee te nemen naar het stemlokaal.
De kiezerslijsten worden gemeentelijk opgesteld: de gemeenten versturen de uitnodigingsbrieven zoals opgelegd door de hogere overheid.

## Nederland
In Nederland wordt er in elke gemeente een register bijgehouden van alle kiesgerechtigden, meestal door middel van een aantekening in de Gemeentelijke Basisadministratie, voorheen het bevolkingsregister. Onder leiding van de burgemeester van de gemeente worden ongeveer drie weken voor de verkiezingen oproepen verstuurd per post aan alle mensen die op de dag van kandidaatstelling (42 dagen voor de dag van stemming) als kiesgerechtigd geregistreerd staan.
Voor deze oproepen bestaan verschillende modellen, maar alle modellen hebben een paar gemeenschappelijke kenmerken:
- Op de voorzijde staan de gegevens van de kiezer vermeld (naam, adres, geboortedatum).
- Op de voorzijde staan vermeld het stemdistrict en volgnummer in het kiesregister, alsmede de locatie van het stembureau.
- Op de voorzijde staat de naam van de verkiezing waarvoor wordt opgeroepen.
- Op de achterzijde is ruimte voor het omzetten van de oproepkaart in een kiezerspas.
- Op de achterzijde is ruimte waarop de kiezer een onderhandse volmacht kan afgeven.

Als er meerdere verkiezingen tegelijk worden gehouden, dan maakt de kleur van het papier het onderscheid tussen de verschillende verkiezingen uit. Verder moet de kleur van de oproepkaart sterk verschillen van de vorige stemming.
Een verloren of beschadigde oproepkaart kan vervangen worden door een duplicaat-oproepkaart. Voor de dag van de stemming kan dit bij het gemeentehuis gebeuren en op de dag van de stemming kan het eigen stembureau nog in een duplicaat-oproepkaart voorzien.
In gemeentes die meedoen aan het Experiment Stemmen in een Willekeurig Stembureau (SWS), ontvangen de kiezers geen oproepkaart, maar een stempas, die binnen de gemeentegrens als een kiezerspas kan worden beschouwd. 
Toch zijn de SWS-gemeentes niet vrij van oproepkaarten: iemand die buiten de eigen gemeente wil stemmen, moet namelijk een kiezerspas aanvragen en daarvoor wordt de stempas eerst omgeruild tegen een oproepkaart en daarna pas omgezet in een kiezerspas.